# A Vida como Ela É... (telessérie)
A Vida Como Ela É... é uma série de televisão brasileira produzida pela TV Globo e exibida dentro do Fantástico de 31 de março até 29 de dezembro de 1996, totalizando 40 episódios. É baseada nos contos de Nelson Rodrigues, com adaptação de Euclydes Marinho e direção de Daniel Filho, premiado como melhor diretor pela Associação Paulista de Críticos de Arte. O nome da série é uma referência direta à coluna de Nelson no jornal Última Hora, onde o autor escreveu grande parte de suas histórias.

## Exibição
Foi apresentada originalmente no programa Fantástico, da TV Globo, em 1996, e reapresentada em janeiro de 1997, e de 02 de julho 2001 a 14 de setembro de 2001 durante a madrugada após o Programa do Jô.
Foi novamente reapresentada, desta vez no Fantástico, a partir de 26 de agosto de 2012. Em 2002 foi lançado o DVD da série pela Globo Vídeo.
A série voltou ao ar no Canal Viva no dia 25 de agosto de 2017. Tornou a ser exibida em 15 de dezembro de 2017, indo até o dia 14 de setembro de 2018.

## Narração
| narradores   |
| ------------ |
| José Wilker  |
| Hugo Carvana |

## Elenco completo
- Nelson Xavier
- José Mayer
- Maitê Proença
- Clarice Niskier
- Tony Ramos
- Giulia Gam
- Antonio Calloni
- Isabela Garcia
- Cássio Gabus Mendes
- Malu Mader
- Cláudia Abreu
- Marcos Palmeira
- Débora Bloch
- Guilherme Fontes
- Gabriela Duarte
- Leon Góes
- Caio Junqueira
- Nívea Maria
- Tonico Pereira
- Fábio Sabag
- Hilda Rebello
- Tarcísio Meira
- Yoná Magalhães
- Mauro Mendonça
- Rosamaria Murtinho
- Laura Cardoso
- Cláudio Corrêa e Castro
- Eloísa Mafalda
- Jece Valadão
- Carlos Kroeber
- Maria Mariana
- Georgiana Góes
- Eduardo Galvão
- Mônica Torres
- Fernando Almeida
- Nizo Neto
- Eduardo Moscovis
- Carol Machado
- Ana Rosa
- Ivan Cândido
- Maria Helena Dias
- Cleyde Blota
- Lafayette Galvão
- Maria Gladys
- Cláudio Savietto
- Cristina Prochaska
- Anselmo Vasconcelos
- Mônica Carvalho
- Maria Ribeiro
- Bruno Padilha
- Cibele Larrama
- Manitou Felipe

## Episódios
Os episódios ainda stão incompletos e estão listados apenas o que tem o link no Youtube
1. A Divina Comédia: https://globoplay.globo.com/v/2130506/
2. A esbofeteada: https://globoplay.globo.com/v/2119271/
3. A Viúva Alegre
4. Casal de três
5. Cheque de Amor
6. Covardia
7. Delicado
8. Desprezada
9. Fruto do Amor
10. O Anjo:  https://globoplay.globo.com/v/2119271/
11. O Decote
12. O Grande Viuvo
13. O Homem Que Não Conhecia O Amor
14. O Martir: https://globoplay.globo.com/v/2142262/
15. O Pediatra
16. O Único Beijo
17. Para sempre desconhecida
18. Sacrilégio
19. Terezinha
20. Vontade de Amar